# Engyum fusiferum
Engyum fusiferum är en skalbaggsart som först beskrevs av Audinet-serville 1834.  Engyum fusiferum ingår i släktet Engyum och familjen långhorningar. Inga underarter finns listade i Catalogue of Life.